# Morale laïque
Ne doit pas être confondu avec Éthique laïque.
La morale laïque est le concept d'un enseignement de la morale sans référence à une législation d'autorité divine. Ce concept est élaboré par Ferdinand Buisson qui prend racine dans son projet de déconfessionnalisation des écoles. Cette morale laïque est enseignée dans le cours d'instruction morale et civique des classes de l'école primaire, se substituant à l'ancienne instruction morale et religieuse, de la même façon que la laïcité devait être une « religion nouvelle » pour Buisson, . Alors ministre de l'Éducation nationale, Vincent Peillon la remet au goût du jour en France en 2012.

## Origine
La morale laïque repose sur la « morale du devoir » de la philosophie rationaliste kantienne, et sur les convictions du protestantisme libéral qui animaient Ferdinand Buisson dans les années 1880.
La morale religieuse laïque est conçue par Buisson au sein d'une laïcité pensée comme une « religion nouvelle » ou une « foi laïque » selon ses propres mots, . Cette forme libérale de morale n'est pas l'« expression d'une religion civile à la manière de Rousseau ou d'une religion naturelle à la manière des philosophes des Lumières ou, plus proche de Buisson, à la manière de Jules Simon. […] Elle ne s'identifie pas avec un catéchisme républicain, […] elle n'est pas non plus une religion naturelle bien qu'elle en emprunte certains traits. […] La morale religieuse laïque [demande aux enfants] de réaliser leur humanité ensemble, avec les seules forces que leur a données la nature. »

## Lois

### Loi Guizot
Avant les lois Jules Ferry, la loi Guizot avait institué une instruction morale et religieuse obligatoire. Celle-ci avait été maintenue avec la loi Falloux du 15 mars 1850.

### IIIeRépublique
Sous la IIIe République est promulguée la loi du 28 mars 1882 qui inaugure les « leçons de morale ». « Il s'agissait pour [les fondateurs de l'école laïque : Ferry, Pécaut, Buisson] d'articuler un corpus de règles morales sans le secours d'une quelconque transcendance religieuse. » La IIIe République engage la France dans un processus de laïcisation, et dans les nouveaux programmes de juillet 1882 est exclue l'instruction religieuse remplacée par l'instruction morale et civique, obligatoire pour tous les élèves en école primaire.

Les cours d'instruction morale et civique se répandent dans les écoles de la République sous la IIIe République par les fameuses éditions des « manuels Lavisse » intitulées : Instruction morale et civique, ou Philosophie pratique psychologique, logique, morale : à l'usage des écoles normales primaires, des lycées et collèges de jeunes filles, des élèves de l'enseignement spécial et des candidats au baccalauréat ès sciences.

### Vincent Peillon
En 2012, le ministre de l'Éducation nationale française Vincent Peillon avait proposé un enseignement de « morale laïque » différent de l'Éducation civique, et commande le rapport Pour un enseignement laïque de la morale remis en avril 2013. L'année d'après, le nom d'« enseignement moral et civique » est donné par Vincent Peillon en référence à la morale laïque de son lointain prédécesseur Ferdinand Buisson, dans sa loi du 8 juillet 2013 d'orientation et de programmation pour la refondation de l'école de la République, avec mise en place prévue pour la rentrée de septembre 2015.

Ce ministre décrit ainsi la différence de contenu de la morale laïque par rapport à l'éducation civique : 

« La morale laïque peut s'enseigner en effet autrement que sous un seul aspect – utile mais insuffisant – de l'exposé des institutions et des droits et devoirs du citoyen (l'actuelle instruction civique). Il s'agit avec la morale laïque de transmettre un certain nombre de valeurs positives et énoncées comme telles (la justice, la solidarité, l’égalité entre les sexes), et non pas seulement mises en œuvre dans la seule vie scolaire ou dans les pratiques de classe par des comportements. »

— Vincent Peillon dans une interview, Cités, 2012.

## Critiques

### Jules Ferry et la«guerre des manuels»
L'État français étant encore sous régime concordataire lors de la promulgation de la loi de 1882, le gouvernement cherchait à être conciliant. Dans une lettre envoyée à tous les instituteurs français, Jules Ferry décrivait ainsi la morale laïque qui allait entrer en vigueur, dans cet extrait devenu célèbre : 

« Au moment de proposer aux élèves un précepte, une maxime quelconque, demandez-vous s'il se trouve à votre connaissance un seul honnête homme qui puisse être froissé de ce que vous allez dire. Demandez-vous si un père de famille, je dis un seul, présent à votre classe et vous écoutant, pourrait de bonne foi refuser son assentiment à ce qu'il vous entendrait dire. Si oui, abstenez-vous de le dire ; sinon, parlez hardiment : car ce que vous allez communiquer à l'enfant, ce n'est pas votre propre sagesse ; c'est la sagesse du genre humain, c'est une de ces idées d'ordre universel que plusieurs siècles de civilisation ont fait entrer dans le patrimoine de l'humanité. »

— Jules Ferry, Lettre aux Instituteurs, 17 novembre 1883
Bien que l'enseignement de la morale laïque visait à être consensuel, il a fait l'objet de nombreuses critiques. Cette instauration de la morale laïque à l'école sera la cause de la première guerre des manuels entre 1882 et 1883. A la suite de la loi de séparation des Églises et de l'État, les troubles reprendront avec la Guerre scolaire qui s'embrase en 1907 et se poursuivra jusqu'à la Première Guerre mondiale.

### La morale laïque, une morale sans Dieu?
La morale laïque a comme principe l'enseignement d'une morale non confessionnelle.
« Au plan politique, cette décision a semblé à ses adversaires un « coup de force » des républicains [radicaux]. Pendant plus de trente ans, ils n'ont pas manqué de dénoncer la « morale laïque » à leurs yeux synonyme de « morale sans Dieu » et d'« école du crime ». La promulgation de la loi du 28 mars 1882 déclenche la première guerre scolaire et ouvre un vaste débat touchant les conditions théoriques et pédagogiques de cette éducation morale scolaire qui semble concurrencer l'Église sur son terrain et lui ôter ses prérogatives séculaires. […] [C'est une] laïcisation modérée qu'elle proposait [par] des idées morales traditionnelles – liberté, devoir, responsabilité, spiritualité de l’âme, existence de Dieu. […] Le recours à des philosophes faisant autorité, comme Paul Janet ou Henri Marion, permettait de rassurer ceux qui s’effrayaient de voir l'école primaire se transformer en « école d'athéisme ». »
Des « Devoirs envers Dieu » étaient inscrits dans le programme de l'enseignement primaire en tête de la loi Falloux du 15 mars 1850.
Jules Simon dépose au Sénat en juillet 1881 un amendement à la loi des programmes de l'enseignement primaire de juillet 1882 demandant de rétablir dans le texte de la loi une formule qui mentionne expressément les « devoirs envers Dieu ». Cet amendement a suscité à la Chambre des débats passionnés entre 1880 et 1882. « Jules Ferry, positiviste, athée et acquis depuis le Second Empire aux thèses de la « morale indépendante », défendait les principes d'une instruction morale indépendante de la religion, à quoi s'opposaient la droite catholique partisane d'une instruction morale et religieuse dogmatique, mais aussi le spiritualiste libéral Jules Simon soutenu par Ferdinand Buisson. »
Interrogé à la Chambre le 13 février 1911 sur la partie des « devoirs envers Dieu », Ferdinand Buisson défend sa conception de la laïcité. « Les « devoirs envers Dieu » ne signifient pas la possibilité en classe de discuter de l'existence de Dieu au risque de la polémique ; la conception des « devoirs envers Dieu » qui est celle des programmes est faite pour mettre tout le monde d’accord : il s'agit d'apprendre à l'enfant à respecter le mot de Dieu d’une part, à « obéir à ses lois » telles que les lui « révèlent sa conscience et sa raison » d’autre part. En se limitant à cela, rappelle Buisson, les « devoirs envers Dieu » s'inscrivent dans le cadre de la neutralité laïque définie doublement : par « l'étude des choses sur lesquelles nous sommes tous d'accord » et par l'enseignement des connaissances « reconnues indispensables à tout homme civilisé et incontestables pour tout homme en son bon sens. » »
La partie concernant les « Devoirs envers Dieu » est supprimée des nouveaux programmes promulgués le 20 juin 1923, « présentés comme plus simples et plus concis ».
En 1926, Ferdinand Buisson fait paraître un manuel de leçons de morale en sept chapitres et quarante leçons. Ces leçons s'inscrivent dans le cadre des programmes rénovés de 1923.
Depuis la promulgation de la loi de 1882, l'idéal laïc de Ferdinand Buisson a évolué vers la libre-pensée. « Au Congrès de la Libre Pensée de 1905, il a défendu la possibilité et même le droit de concevoir une morale sans Dieu. »

### Un projet franc-maçon?
Franc-maçon du Grand Orient, Ferdinand Buisson a déclaré devant la Ligue de l'enseignement que : 

« l'ambition et la vocation de la morale laïque sont de « faire un homme nouveau », c'est-à-dire un homme doté d'une conscience démocratique. »

— Ferdinand Buisson, Conférence « Le fond religieux de la morale laïque » (12 mars 1917)

### Problème du fondement
« Après avoir été fondée pendant des siècles par la religion, la morale s'est cherché des fondements dans la philosophie, puis dans la science », et à l'époque du triomphe du positivisme, on a tenté de fonder la morale dans la sociologie.
Le principe de laïcité tient dans son indépendance à l'égard des données religieuses, métaphysiques ou scientifiques. Une laïcité morale doit donc, en principe, être indépendante de ces données-là.
Comme pour Descartes et Kant, la morale, pour Ferdinand Buisson, « relève d'une urgence pratique qui nous met dans l'impossibilité d'attendre l'achèvement de la science des faits sociaux pour poser les principes de l'éducation morale. Celle-ci ne peut donc pas consister en une déduction de principes issus de la morale générale. »
« L'article « Morale » de la deuxième édition du Dictionnaire de pédagogie et d'instruction primaire se présente ainsi sous un jour ambigu : Buisson semble avoir indéniablement évolué et renoncé au spiritualisme traditionnel ; il place toutefois sa confiance à la fois dans la sociologie et l'intuition morale, autrement dit dans le rationnel, mais aussi dans le spirituel. » Sa conception se fait sociologique et inspirée de la morale sans obligation ni sanction de Jean-Marie Guyau.

## Sources et bibliographie

### Œuvres principales
- Ferdinand Buisson, La Religion, la Morale et la Science, quatre conférences, Fischbacher, Paris, 1900
- Ferdinand Buisson, Le Fonds religieux de la morale laïque, in Revue pédagogique
- L'article « Morale » dans : Ferdinand Buisson, Dictionnaire de pédagogie et d'instruction primaire, Paris, 1887
- Ferdinand Buisson, Nouveau dictionnaire de pédagogie et d'instruction primaire, Paris, Hachette, 1911 :
  - l'article « Morale », p. 1348-1352. [(fr) lire en ligne] sur le site www.inrp.fr
  - l'article « Morale et civique (instruction) ». [(fr) lire en ligne] sur le site www.inrp.fr
- Ferdinand Buisson, La Foi laïque. Extraits de discours et d'écrits (1878-1911), Paris, Hachette, 1912. Rééd. : présentation de Mireille Gueissaz,Le Bord De L'eau, 2007, 294 p.[14]  (ISBN 978-2-915651-61-4)
- Ferdinand Buisson, Leçons de morale à l'usage de l’enseignement primaire, Paris, Hachette, 1926.
- Éducation et République. Choix de 111 textes de Ferdinand Buisson, effectué par Pierre Hayat, éditions Kimé, Paris, 2003.  (ISBN 2-84174-293-8)

### Ouvrages classiques
- Paul Janet, rapport sur l'instruction morale à l'école primaire au Conseil supérieur de l'instruction publique, 1881.
- Émile Durkheim, L'éducation morale, Paris, PUF (Cours professé à la Sorbonne en 1902-1903).
- Émile Durkheim, Éducation et sociologie, Paris, PUF, Quadrige, 1923, 5e  éd. 1985. (Le chapitre III, à la première leçon sur L'éducation morale à la Sorbonne, lorsque Durkheim remplace Ferdinand Buisson dans la chaire de pédagogie en 1902).

### Contributions historiographiques
- Antoine Prost, Histoire de l'enseignement en France 1800-1967, Paris, Armand Colin, collection U, 1968.
- Mona Ozouf, L'École, l'Église et la République (1871-1914), Paris, Points-Histoire, 1982.
- Jean-Michel Gaillard, Jules Ferry, Paris, Fayard, 1989.
- Mona Ozouf, Jules Ferry, Paris, Bayard, 2005.
- Laurence Loeffel, La morale à l'école selon Ferdinand Buisson, Tallandier, 2013, 320 p.  (ISBN 979-10-210-0277-7) Livre sur cairn.info

### Contributions polémistes
- Pierre Macherey, « Philosophies laïques » dans Mots no  27, « Laïc, laïque, laïcité », juin 1991, Presses de la fondation des sciences politiques, p. 5-21. Lire en ligne (archive)
- Vincent Peillon, La Révolution française n'est pas terminée, Seuil, 2008
- Vincent Peillon, Une religion pour la République. La foi laïque de Ferdinand Buisson, Paris, Seuil, 2010
- Vincent Peillon, Refondons l'école, Seuil, 2013
- Thibaud Collin, Sur la morale de Monsieur Peillon, éditions Salvator, coll. « Carte blanche », 2013 (ISBN 978-2706710612)